# 石塚慶生
石塚 慶生（いしづか よしたか、1969年 - ）は、日本の映画プロデューサーである。

## 人物・来歴
鳥取県米子市出身。鳥取県立米子東高等学校、早稲田大学卒業。1992年、東北新社に入社。テレビコマーシャル、ネットムービーなどの映像作品に関わった後、2003年に松竹株式会社に入社
。
『わが母の記』はモントリオール世界映画祭で審査員特別グランプリ、日本アカデミー賞12部門で優秀賞を受賞。同作品のプロデューサーとして、第32回藤本賞奨励賞を受賞。

## おもなフィルモグラフィ
- 子ぎつねヘレン （監督 河野圭太、2006年）
- ゲゲゲの鬼太郎 （監督 本木克英、2007年）
- ゲゲゲの鬼太郎 千年呪い歌（監督 本木克英、2008年）
- わが母の記 （監督 原田眞人、2012年）
- ひまわりと子犬の7日間（監督 平松恵美子、2013年）
- はじまりのみち（監督 原恵一、2013年）
- 武士の献立（監督 朝原雄三、2013年）
- 日々ロック （監督 入江悠、2014年）
- ディストラクション・ベイビーズ （監督 真利子哲也、2016年）
- 植物図鑑　運命の恋、ひろいました （監督 三木康一郎、2016年）
- 一週間フレンズ。 （監督村上正典、2017年）
- こんな夜更けにバナナかよ　愛しき実話 （監督 前田哲、2018年）
- 記憶屋 （監督 平川雄一朗、2020年）
- 大名倒産（監督 前田哲、2023年）
- おまえの罪を自白しろ（監督 水田伸生、2023年）
- 九十歳。何がめでたい（監督 前田哲、2024年）
- 366日（監督 新城毅彦、2025年）